# Agência de Saúde de Defesa
A Agência de Saúde de Defesa (Defense Health Agency, DHA) é uma agência conjunta e integrada de apoio ao combate que permite que os serviços médicos do Exército dos EUA, da Marinha dos EUA e da Força Aérea dos EUA forneçam uma força medicamente pronta e uma força médica preparada aos Comandos Combatentes, tanto em tempos de paz quanto de guerra. A DHA é responsável por integrar as operações clínicas e comerciais em todo o Sistema de Saúde Militar (Military Health System – MHS) e facilita a prestação de cuidados de saúde integrados e com preços razoáveis aos clientes do MHS.
A força de trabalho global da DHA, composta por quase 140 mil civis e militares, fornece serviços médicos aos beneficiários do TRICARE e seus dependentes.

## Histórico
O Departamento de Defesa dos Estados Unidos estabeleceu a DHA como parte de um esforço maior para reorganizar seus programas e serviços de saúde. A reorganização foi baseada, em parte, nas recomendações de uma força-tarefa que emitiu um relatório sobre a gestão da saúde militar dos EUA em 2011. Sob o sistema antigo, muitos aspectos da assistência médica militar eram gerenciados separadamente pelas Forças Armadas (Exército, Marinha e Força Aérea).

## Estrutura
A DHA opera sob a autoridade e supervisão do Secretário Adjunto de Defesa para Assuntos de Saúde (Assistant Secretary of Defense for Health Affairs). O Secretário Adjunto Jonathan Woodson, M.D., estabeleceu a estrutura organizacional da DHA, incluindo seis diretorias.